# Метлей (приток Бекшанки)
Метлей — река в России, протекает по Николаевскому району Ульяновской области. Устье реки находится в 20 км по правому берегу реки Бекшанка. Длина реки составляет 20 км.

## Данные водного реестра
По данным государственного водного реестра России относится к Нижневолжскому бассейновому округу, водохозяйственный участок реки — Сызранка от истока до города Сызрань (выше города). Речной бассейн реки — Волга от верховий Куйбышевского водохранилища до впадения в Каспий.
Код объекта в государственном водном реестре — 11010001312112100008953.